# Marne (Iowa)
Marne – miasto w Stanach Zjednoczonych, w stanie Iowa, w hrabstwie Cass. W 2000 roku liczyło 149 mieszkańców.